# Autoserica gabonica
Autoserica gabonica är en skalbaggsart som beskrevs av Brenske 1902. Autoserica gabonica ingår i släktet Autoserica och familjen Melolonthidae. Inga underarter finns listade.